# System Preferences
System Preferences — додаток, включений в Mac OS X, який дозволяє користувачу обирати різноманітні налаштування системи, які поділяються на окремі області налаштування. System Preferences була призначена замінити попередню панель керування, що була у минулих версіях Mac OS.

## Області налаштування
| Option                | Description |
| --------------------- | --- |
| Accounts              | керує створюванням\вилученням користувачів, привілеями адміністраторів та обмеженнями користувачів                      |
| Appearance            | змінює головну кольорову схему ОС (Aqua або Graphite), як і розташування стрілок прокручування та згладжування шрифтів. |
| Bluetooth             | поєднання пристроїв Bluetooth та редагування налаштувань Bluetooth                                                      |
| CDs & DVDs            | використовується для налаштування реакції на вставку порожніх CD/DVD, музикальних CD, CD з зображеннями ат відео-DVD.   |
| Date & Time           | встановлення часу та дати комп'ютера, а також вигляду годинника на панелі.                                              |
| Desktop & Screensaver | вибір фону робочого столу та скрінсейвера, а також їх налаштування                                                      |
| Displays              | налаштування роздільності дисплею та кольору                                                                            |
| Dock                  | налаштування розташування дока, його розміру та збільшення                                                              |
| Energy Saver          | оптимізація налаштувань енергозбереження, сну комп'ютера та використання процесора                                      |
| Exposé and Spaces     | налаштування активних кутов екрану, скорочень клавіатури для активації Expose, налаштування Spaces                      |
| Ink                   | налаштування розпізнання рукописного введення (з'являється тільки коли приєднан графічний планшет)                      |
| International         | налаштування мови системи за замовченням, форматів часу, дати, валюти, вимірювань та чисел.                             |
| Keyboard & Mouse      | налаштування клавіатури, клавіатурних скорочень, а також миші                                                           |
| MobileMe              | налаштування аккаунта MobileMe і iDisk                                                                                  |
| Network               | налаштування Ethernet, AirPort, модема і VPN.                                                                           |
| Parental Controls     | керування батьківським контролем                                                                                        |
| Print & Fax           | налаштування друкарки і факсу                                                                                           |
| QuickTime             | налаштування швидкості мережі, розширень, оновлення розширень та реєстрація Quicktime Pro                               |
| Security              | налаштування "FileVault" а також безпеки акаунту, фаєрволу                                                              |
| Sharing               | встановлення ім'я комп'ютера, налаштування обміну файлами                                                               |
| Software Update       | встановлення часу за замовченням для перевірки оновлень, перегляд встановлених оновлень                                 |
| Sound                 | встановлення звуку попередження, гучності, налаштування вводу\виводу                                                    |
| Speech                | вибір голосу комп'ютера за замовченням, розпізнання мови, інші налаштування вимовлення                                  |
| Startup Disk          | вибір диску за замовченням з якого буде виконуватися завантаження                                                       |
| Time Machine          | вибір диску Time Machine та налаштувань бекапу                                                                          |
| Trackpad              | (з'являэться на ноутбуках Apple) налаштування трекпаду                                                                  |
| Universal Access      | робить систему доступнішою для обмежених людей                                                                          |